# Культурный фонд Норвегии
Культурный фонд Норвегии (норв. Norges kulturvernforbund) — ассоциация девятнадцати неправительственных организаций работающих в области сохранения исторического и культурного наследия Норвегии.
Ассоциация способствует повышению в норвежском обществе интереса к своей истории и культуре, поддержке начинаний по сбору и сохранению культурного наследия.
В область интересов общества входят как элементы культуры древнейших времён, так и современные культурные ценности, принадлежащие различным слоям населения и этническим группам.
В общей сложности членами ассоциации являются 1400 групп, объединяющие до 190 тысяч членов.
Фонд был образован в 1994 году. Ныне в него входят: Норвежский железнодорожный клуб, Норвежская генеалогическая ассоциация, Ассоциация «Берег», Норвежская ассоциация по сохранению древних памятников, Норвежская историческая ассоциация, Лига исторических автомобильных клубов, Национальная ассоциация краеведения, Национальная ассоциация краеведения в образовании, Национальная ассоциация местных и частных архивов, Национальный музейный совет, Норвежская ассоциация маяков, Норвежская автобусная ассоциация и другие.